# مارتیندال (تگزاس)
مارتیندال، تگزاس (به انگلیسی: Martindale, Texas) یک شهر در ایالات متحده آمریکا با جمعیت ۹۵۳ نفر است که در تگزاس واقع شده‌است.

## موقعیت جغرافیایی
موقعیت جغرافیایی شهرها و مناطق اطراف به شرح زیر است: